# Менците преляха
„Менците преляха“ е книга, художествено произведение с извлечени исторически факти и легенди за абаджийската гилдия от Копривщица.
В „Менците преляха“ се проследяват събития от 1857 година. Авторът Петко Теофилов (1919 – 1971) е силно повлиян от красотата на народната песен, издържана в стила на цветистият копривщенски народен диалект. Тук с много обич се разказва за пробуждането на бъгарския народ след Кримската война 1853 – 1856 г. Духът на времето е представен с образа на Драгой, силно напомнящ Драгой войвода и неговата любима Лалка. Други герои са синът на мюдюрина и чорбаджийското синче Георги.
Книгата е издадена през 1972 година и е преиздадена посмъртно в 2013 г. (ISBN 954-739-808-3).